# サン・ジョルジョ・ディ・ペーザロ
サン・ジョルジョ・ディ・ペーザロ（イタリア語: San Giorgio di Pesaro）は、イタリア共和国マルケ州ペーザロ・エ・ウルビーノ県テッレ・ロヴェレスケにある、かつては独立した基礎自治体（コムーネ）であったが、2017年1月1日にバルキ、オルチャーノ・ディ・ペーザロ、ピアッジェと合併して新自治体の一部となった。

## 地理

### 位置・広がり
ウルビーノから東へ28km、ペーザロから南南東へ22kmの距離にある。

#### 隣接コムーネ
コムーネとしてのサン・ジョルジョ・ディ・ペーザロは、以下のコムーネと隣接していた。
- モンダーヴィオ
- モンテ・ポルツィオ
- オルチャーノ・ディ・ペーザロ
- ピアッジェ
- サン・コスタンツォ